# Isacio Contreras Rodríguez
Isacio Contreras Rodríguez, empresario comercial y agrícola de relevancia en la Sevilla de la primera mitad del siglo XX. Miembro del Partido Republicano Radical (republicanismo de centro-liberal), el 7 de julio de 1934 fue elegido alcalde de Sevilla, cargo que desempeñó hasta el 24 de febrero de 1936. Su predecesor en el cargo fue Emilio Muñoz Rivero y le sucedió Horacio Hermoso Araújo.

## Política durante su alcaldía

### Revueltas sociales y políticas
Durante su mandato tuvo que hacer frente a las importantes deudas del Ayuntamiento por la Exposición Iberoamericana de 1929 y a una serie de revueltas sociales y políticas entre las cuales cabe señalar el asesinato de un joven falangista en la calle Arroyo en agosto de 1934 y el asesinato a tiros de dos falangistas de 20 y 24 años ocurrido el 7 de noviembre de 1935 en la calle San Vicente cuando estaban repartiendo pasquines de Falange. El 16 de enero de 1936 un grupo de estudiantes toma la Universidad en apoyo de la unidad de España, pero el Rector permitió que las fuerzas del orden entraran en el recinto produciéndose graves enfrentamientos. El 10 de febrero de 1936 dos hermanas de la Cruz fueron al barrio de La Corza para atender a un tuberculoso y fueron salvajemente agredidas en plena calle por numerosos vecinos, hecho que causó una fuerte impresión en la ciudad, ya que, pese al clima de violencia imperante, no se tuvo noticia hasta ese momento de que se hubiera agredido a miembros de una comunidad religiosa que se destacaban en Sevilla por su infatigable labor de ayuda a los más necesitados.

### Construcción de viviendas y escuelas
En este periodo, y a pesar de los problemas económicos y el difícil clima social y político reinante, se construyen escuelas públicas dentro del popular distrito de La Macarena en la barriada de La Corza, en la Avenida de La Barzola y en las calles Arroyo y Santa Marina. En el barrio de Triana se construyó una escuela en la calle Procurador.
En Triana se construyó el Colegio Salesiano San Pedro a iniciativa de Don Pedro Armero y Manjón, Conde de Bustillo.
Además, para paliar la escasez de viviendas se construyeron tres barriadas de casas baratas.

### Cultura
En junio de 1935 se inauguró en el Parque de María Luisa la glorieta dedicada a la poetisa y cantante Ofelia Nieto.
En enero de 1936 el Ayuntamiento hace público que ha logrado del Gobierno la instalación de un Museo Naval en la Torre del Oro.

### Inundación de Febrero de 1936
En el mes de febrero de 1936 se produce una grave inundación que afectó a toda la ciudad, pero muy especialmente a la Alameda de Hércules, Amate, Ciudad Jardín, La Corza y El Fontanal, quedando inundada la Vega de Triana. Tras las elecciones de febrero de 1936, fue elegido alcalde de Sevilla el 25 de febrero Horacio Hermoso Araújo, miembro de Izquierda Republicana.